# زرزور ترسترام
زرزور ترسترام يسمى أيضا زرزور أسود (الاسم العلمي: Onychognathus  tristramii) (بالإنجليزية: Tristram's  Starling)‏ هو طائر ينتمي إلى الزرزورية (فصيلة: Sturnidae).

## معرض صور

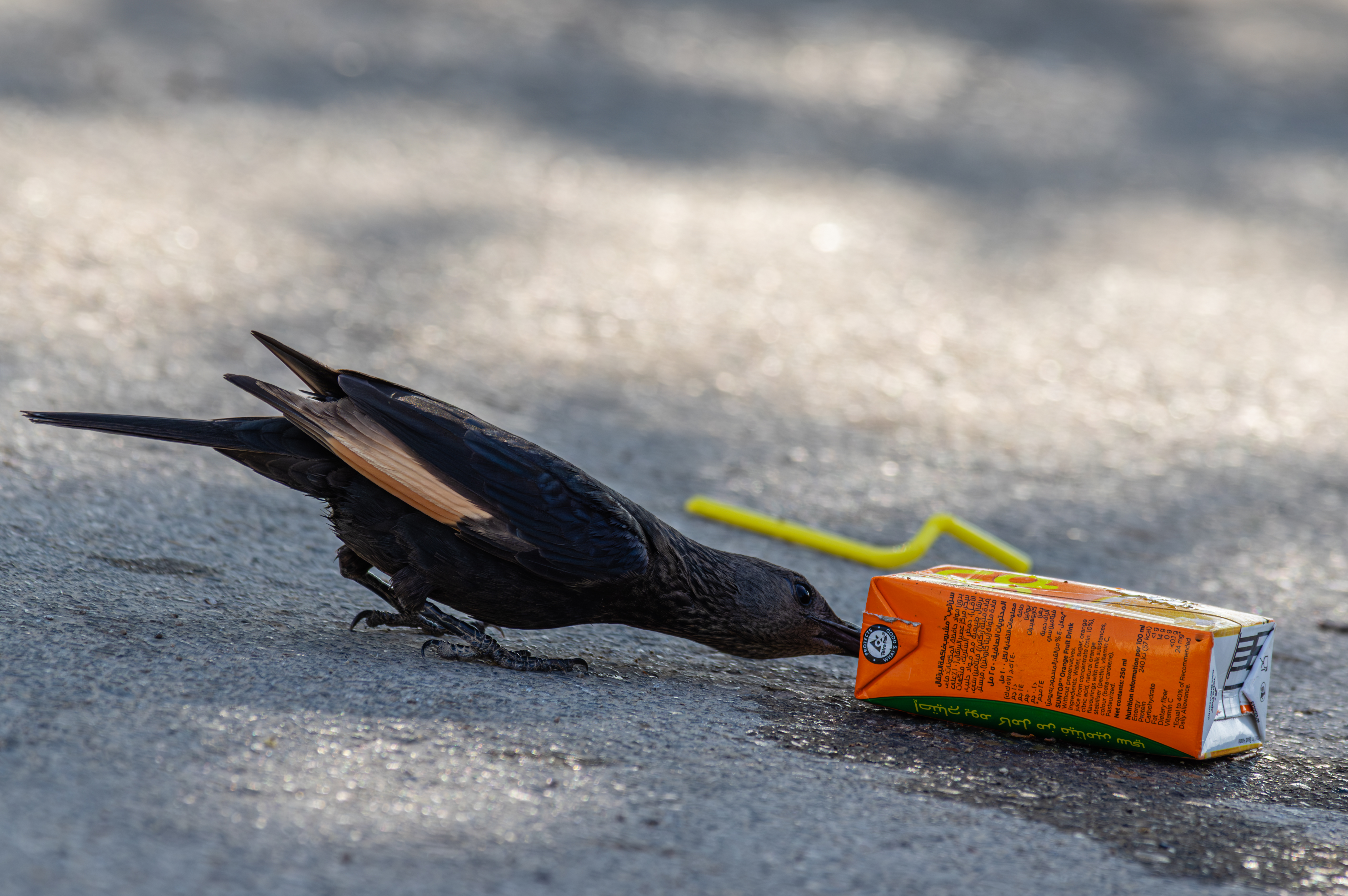
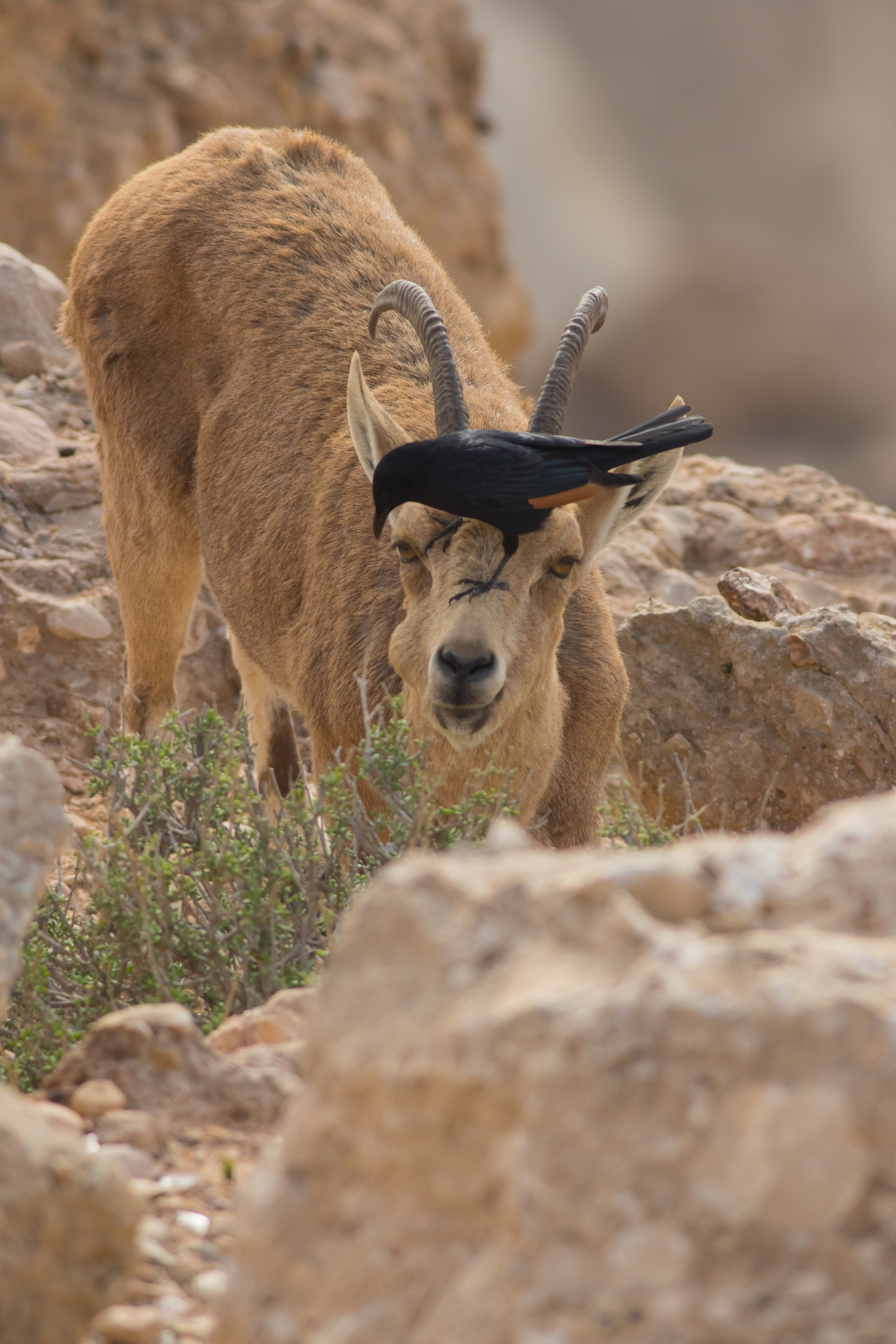
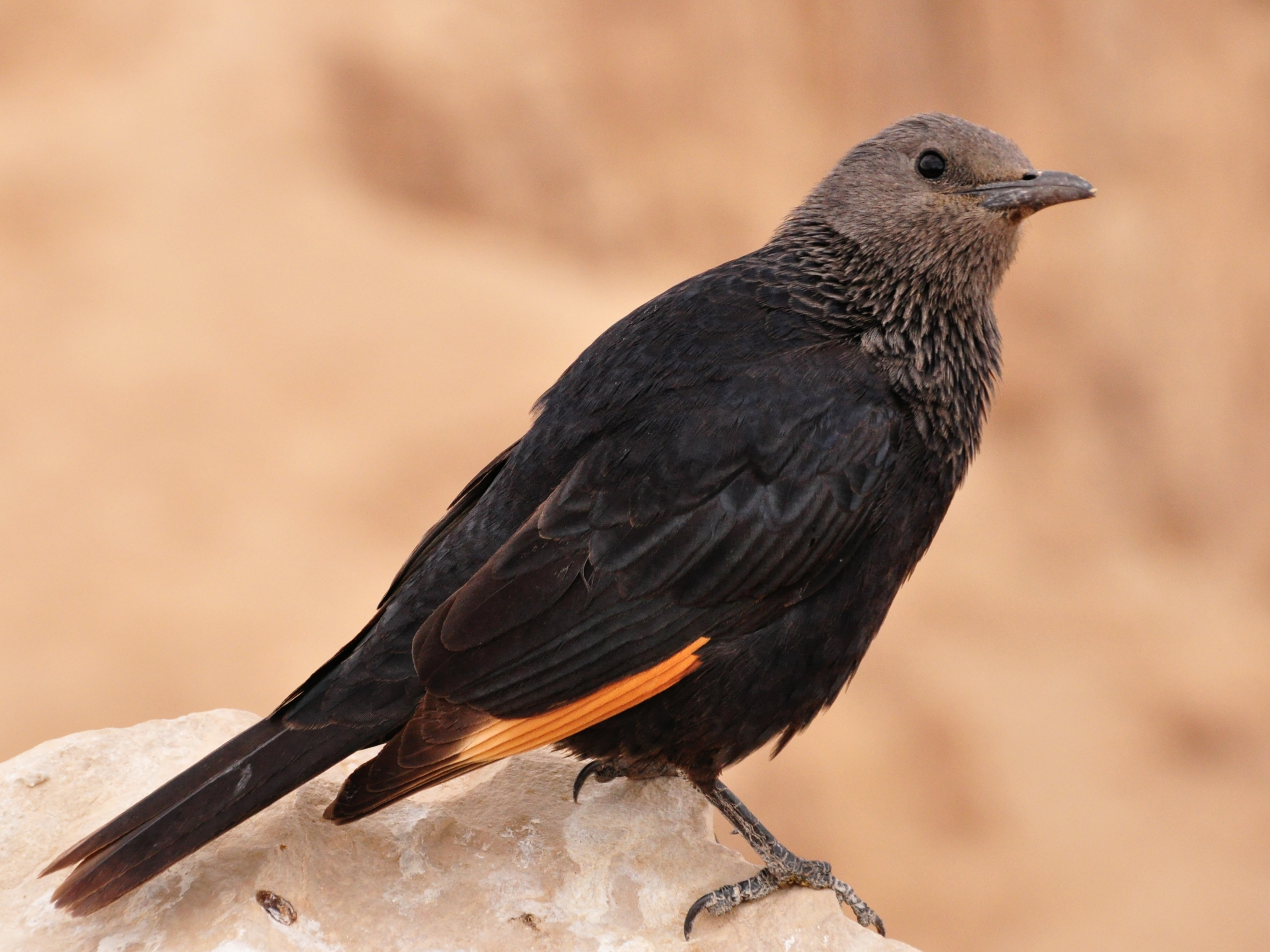

## انظر أيضًا

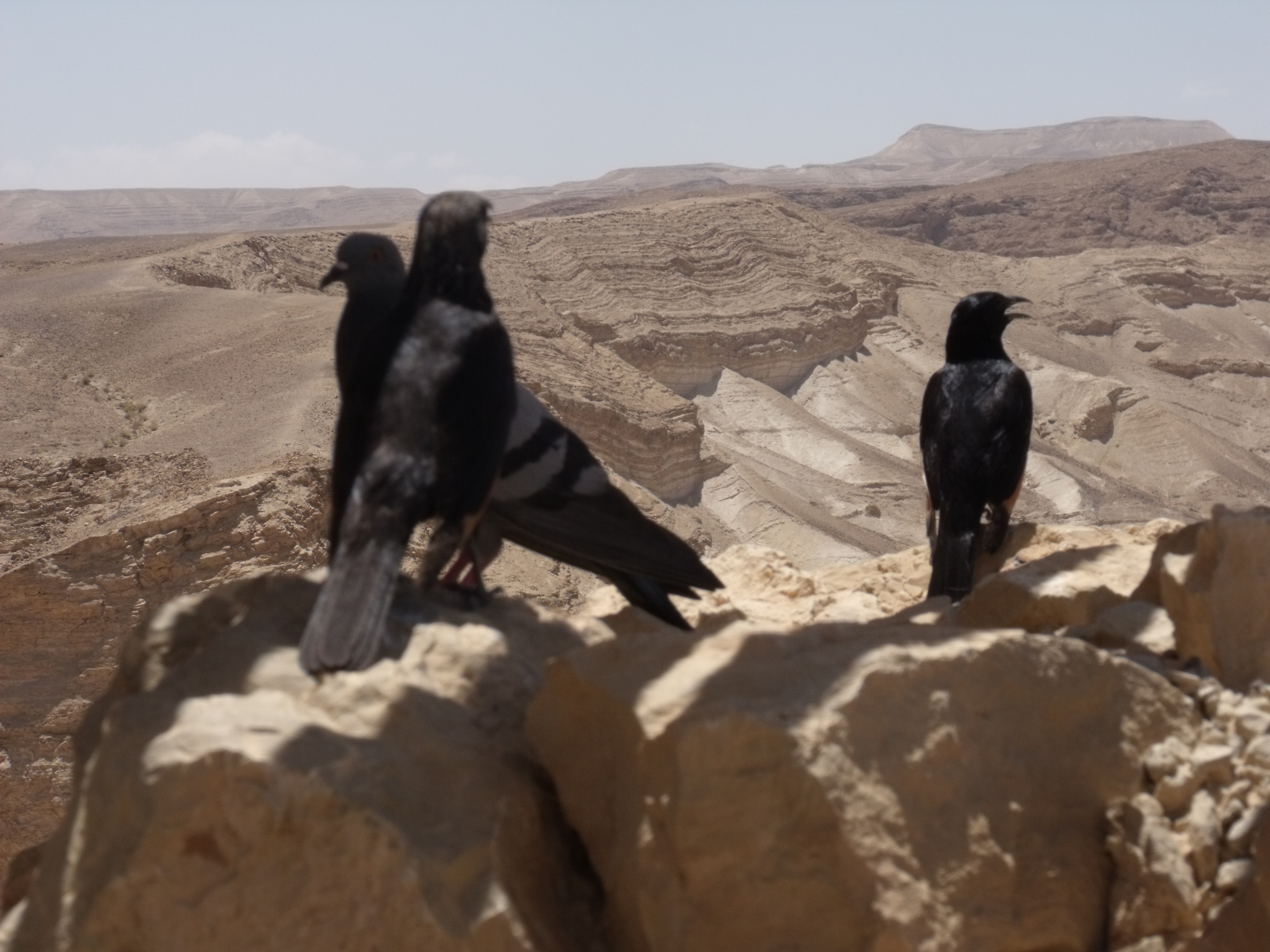
تريسترام مسعدة المراقبة